# Амбуазский мир
Амбуазский мир (фр. Paix d'Amboise) — мирный договор, подписанный в Амбуазском замке 19 марта 1563 года при участии королевы Франции Екатерины Медичи и графа Колиньи между гугенотами и католиками, завершивший Первую гугенотскую войну. Амбуазский мир провозглашал свободу вероисповедания в угоду высшей аристократии гугенотов: приверженцам новой веры предоставлялась ограниченная свобода богослужения в определённых местах, регламентированная Сен-Жерменским эдиктом.